# Calanthe millikenii
Calanthe millikenii är en orkidéart som beskrevs av Phillip James Cribb. Calanthe millikenii ingår i släktet Calanthe och familjen orkidéer. Inga underarter finns listade i Catalogue of Life.